# Bladtjärnen (Alfta socken, Hälsingland)
Bladtjärnen är en sjö i Ovanåkers kommun i Hälsingland och ingår i Testeboåns huvudavrinningsområde. Bladtjärnen ligger i Stormyran-Grannäsen Natura 2000-område.